# 德米特里·康斯坦丁诺维奇 (苏兹达尔)

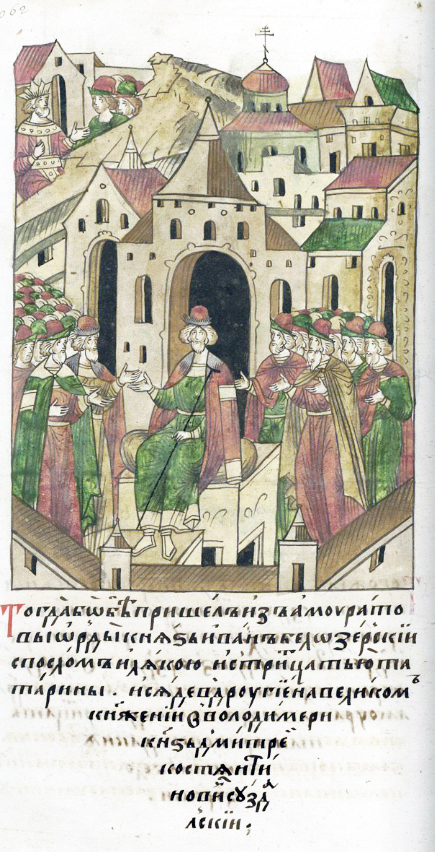
Dmitry in the Facial Chronicle

德米特里·康斯坦丁诺维奇 Дмитрий Константинович（1323年或1324年—1383年6月5日），俄国王公。他曾任苏兹达尔公爵（1359年~1383年），诺夫哥罗德公爵（1359年~1363年）和苏兹达尔-下诺夫哥罗德大公（1365年~1383年）。1359年~1363年，他获得弗拉基米尔大公之位。

## 事迹

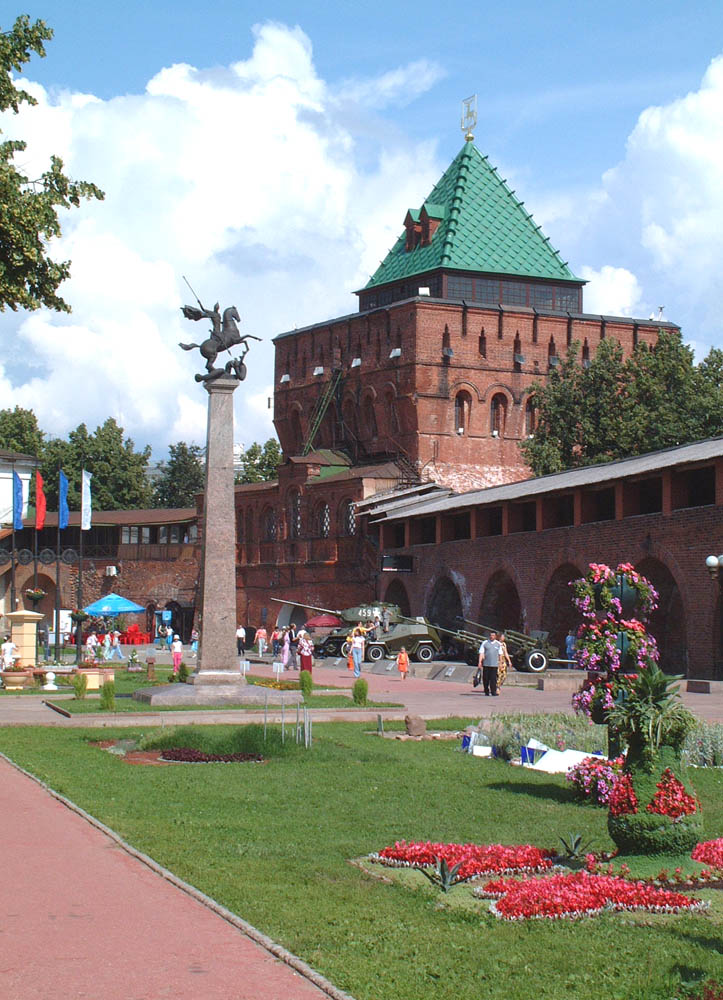
下诺夫哥罗德克里姆林之德米特里塔楼，因德米特里·康斯坦丁诺维奇而得名

德米特里·康斯坦丁诺维奇为苏兹达尔大公康斯坦丁·瓦西里耶维奇之子。由于金帐汗纳兀鲁斯对莫斯科大公家族日益增长的势力心存疑虑，德米特里·康斯坦丁诺维奇于1359年伊凡二世（莫斯科公王朝的代表人物）死后从汗国获得弗拉基米尔大公的封诰，这就排除了伊凡二世的儿子、年幼的莫斯科大公德米特里·伊凡诺维奇。但是德米特里·康斯坦丁诺维奇的大公地位不能得到俄国其他王公的普遍认可，因为他原本只是一个小公国的王公。结果在1362年，莫斯科的大贵族（波雅尔）们带着他们年幼的王公和两个更小的王子到汗国的首都去。此时纳兀鲁斯已经在汗国的内讧中被杀，在位的汗木里汗的态度明显亲莫斯科。木里汗将大公封诰授予德米特里·伊凡诺维奇，在莫斯科的军事压力之下，德米特里·康斯坦丁诺维奇只好让出大公头衔。后来由于阿不剌汗和木里汗的内讧，德米特里·康斯坦丁诺维奇于1363年再次获得大公封诰；结果这给他带来了一场灾难：德米特里·伊凡诺维奇出兵进攻苏兹达尔领地，将许多村庄和城镇夷为废墟。德米特里·康斯坦丁诺维奇甚至在1365年还获得过一次大公封诰，但这时他已经不敢挑战莫斯科了。
1365年德米特里·康斯坦丁诺维奇的兄弟安德烈·康斯坦丁诺维奇死于瘟疫。这引起了他与另一个兄弟鲍里斯·康斯坦丁诺维奇的斗争，因为后者也想继承安德烈的领地下诺夫哥罗德。德米特里·康斯坦丁诺维奇为了获得靠山而与德米特里·伊凡诺维奇和解，并把自己的女儿叶芙多基娅·德米特里耶芙娜嫁给他。最终德米特里·康斯坦丁诺维奇击败了鲍里斯获得了下诺夫哥罗德的公位。
1375年，德米特里·康斯坦丁诺维奇出兵支持德米特里·伊凡诺维奇讨伐特维尔大公米哈伊尔·亚历山德罗维奇；他还曾参加后者的其它一些重大军事行动，包括进攻摩尔多瓦和征讨保加利亚人。1377年德米特里·伊凡诺维奇领导莫斯科人民对金帐汗国进行武装斗争（蒙古征服以来俄罗斯人对异族统治者的第一次大规模反抗）时，德米特里·康斯坦丁诺维奇参加了在皮亚纳河附近的战役，但被击溃。德米特里·康斯坦丁诺维奇退到戈罗杰茨，认为这里无法据守便企图以支付赎金让鞑靼人退兵。但鞑靼人拒绝了赎金，而把戈罗杰茨洗劫一空。1382年金帐汗国的新强人脱脱迷失突袭莫斯科时，德米特里·康斯坦丁诺维奇表现出明显的狡诈态度：他与脱脱迷失结盟以求自保，并派自己的儿子到鞑靼人的军队里去。
在德米特里·康斯坦丁诺维奇统治时期，下诺夫哥罗德获得了很好的建设。1372年在他的命令下建造了环绕城市的石砌城墙。重要的历史文献拉夫连季耶夫编年史也是根据他的命令编纂的（1376年）。
1383年，德米特里·康斯坦丁诺维奇去世，遗体安葬于下诺夫哥罗德圣救世主大教堂。

## 家庭
- 妻子：

1. 安娜
2. 瓦西里莎（罗斯托夫公爵康斯坦丁·瓦西里耶维奇之女）

- 子女：

1. 瓦西里·德米特里耶维奇·基尔佳帕
2. 谢苗·德米特里耶维奇
3. 伊凡·德米特里耶维奇
4. 叶芙多基娅·德米特里耶芙娜

## 资料来源
- 苏联历史百科全书，1961~1973